# 미초아칸흙파는쥐
미초아칸흙파는쥐 (Zygogeomys trichopus)는 흙파는쥐과에 속하는 설치류의 일종이다. 미초아칸흙파는쥐속(Zygogeomys)의 유일종이다. 멕시코의 토착종으로 자연 서식지는 온대 기후의 높은 지대의 숲이다. 개체수가 감소 추세를 보이며, 국제 자연 보전 연맹(IUCN)이 "멸종위기종"으로 분류하고 있다.